# Liste der Kulturgüter in Aegerten
Die Liste der Kulturgüter in Aegerten enthält alle Objekte in der Gemeinde Aegerten im Kanton Bern, die gemäss der Haager Konvention zum Schutz von Kulturgut bei bewaffneten Konflikten, dem Bundesgesetz vom 20. Juni 2014 über den Schutz der Kulturgüter bei bewaffneten Konflikten sowie der Verordnung vom 29. Oktober 2014 über den Schutz der Kulturgüter bei bewaffneten Konflikten unter Schutz stehen.
Objekte der Kategorie A sind vollständig in der Liste enthalten, Objekte der Kategorie B sind im Gemeindegebiet nicht ausgewiesen, Objekte der Kategorie C fehlen zurzeit (Stand: 13. Januar 2024). Unter übrige Baudenkmäler sind geschützte Objekte zu finden, die im Bauinventar des Kantons Bern als «schützenswert» verzeichnet sind.

## Kulturgüter
| Foto |                                                                                           | Objekt                                                          | Kat. | Typ | Standort                | Beschreibung                                                                |
| ---- | ----------------------------------------------------------------------------------------- | --------------------------------------------------------------- | ---- | --- | ----------------------- | --------------------------------------------------------------------------- |
| ja   | Datei hochladen · Wikidata zu Goldhubel, mittelalterliche Burgstelle (Erdburg) (Q2175277) | Goldhubel, mittelalterliche Burgstelle (Erdburg) KGS-Nr.: 10483 | A    | F   | Moosweg 587801 / 218480 | Überreste einer Höhenburg, die vom 10. bis zum 13. Jahrhundert bewohnt war. |

## Übrige Baudenkmäler
Hinweis zur Legende: Anstelle der KGS-Nummer wird als Objekt-Identifikator (ID) die Grundstücksnummer verwendet.
| ID   | Foto |                                                          | Objekt                                                | Typ | Standort                             | Beschreibung                                                                           |
| ---- | ---- | -------------------------------------------------------- | ----------------------------------------------------- | --- | ------------------------------------ | -------------------------------------------------------------------------------------- |
| 1    | ja   | Datei hochladen · Wikidata zu Pfrundscheune (Q113281311) | Pfrundscheune (1781/82)                               | G   | Kirchstrasse 30 588430 / 218740      |                                                                                        |
| 2    | ja   | Datei hochladen · Wikidata zu Pfarrhaus (Q113283109)     | Pfarrhaus (1811–14)                                   | G   | Kirchstrasse 29 588404 / 218764      |                                                                                        |
| 2    | ja   | Datei hochladen · Wikidata zu Pfarrstock (Q113283866)    | Pfarrstock (1732/33)                                  | G   | Kirchstrasse 29a 588436 / 218776     |                                                                                        |
| 2    | ja   | Datei hochladen · Wikidata zu Brunnen (Q113284795)       | Brunnen (um 1815)                                     | K   | Kirchstrasse N.N. 588400 / 218745    |                                                                                        |
| 3    | ja   | Datei hochladen · Wikidata zu Kirche Bürglen (Q55382991) | Kirche Bürglen (1621/22)                              | G   | Kirchstrasse 27 588373 / 218747      |                                                                                        |
| 1033 | ja   | Datei hochladen                                          | SBB-Eisenbahnbrücke über den Nidau-Büren-Kanal (1928) | G   | Oberer Kanalweg N.N. 588048 / 218977 | Objekt liegt hälftig auf dem Gemeindegebiet von Aegerten (ID 1033) und Brügg (ID 1778) |